# Ectenurus lepidus
Ectenurus lepidus är en plattmaskart. Ectenurus lepidus ingår i släktet Ectenurus och familjen Hemiuridae. Inga underarter finns listade i Catalogue of Life.